# Lisa Prior
Lisa Prior (* 29. Dezember 1990 in Buxtehude) ist eine deutsche Handballspielerin, die mehrere Spielzeiten beim Bundesligisten Buxtehuder SV unter Vertrag stand.

## Karriere
Prior spielte ab der Jugend beim Buxtehuder SV. Später wurde die Rückraumspielerin beim Buxtehuder SV in der Bundesligamannschaft eingesetzt, mit der sie 2010 den EHF Challenge Cup gewann. Zwischen 2010 und 2012 besaß sie zusätzlich ein Zweitspielrecht für den Zweitligisten TSV Travemünde. Ab 2013 verfügte sie über ein Zweitspielrecht für den Zweitligisten SG Handball Rosengarten. Ab 2014 lief Prior ausschließlich für Rosengarten auf. Mit Rosengarten stieg sie 2015 in die Bundesliga auf. Im Sommer 2016 kehrte sie zum Buxtehuder SV zurück. Mit dem BSV gewann sie 2017 den DHB-Pokal. Nach der Saison 2019/20 beendete sie ihre Karriere. Zur Saison 2022/23 wurde sie vom Drittligisten VfL Stade reaktiviert. Mit Stade trat sie 2023 den Gang in die Oberliga an. Seit der Saison 2024/25 tritt sie mit Stade in der Regionalliga an.

## Sonstiges
Ihre Schwester Paula lief ebenfalls für den Buxtehuder SV in der Bundesliga auf. Ebenfalls beim Buxtehuder SV sind ihr Vater als Manager sowie ihre Mutter als Jugendtrainerin tätig.